# Hoheluftbrücke (metrostation)
Hoheluftbrücke is een metrostation in het stadsdeel Harvestehude van de Duitse stad Hamburg. Het station werd geopend op 25 mei 1912 en wordt bediend door de lijn U3 van de metro van Hamburg. In de toekomst zal ook  U5 het station aandoen.